# フォールズ郡区 (アイオワ州セロゴード郡)
フォールズ郡区は、アメリカ合衆国、アイオワ州、セロゴード郡にある16の郡区の一つである。2000年の国勢調査で、人口は1093人だった。

## 地理
フォールズ郡区は、91平方キロメートル（35.3平方マイル)で、PlymouthとRock Fallsが含まれる。
アメリカ地質調査所によると、この郡区はBohemianとOakwoodとRock Fallsの3つの霊園が含まれる。